# 古居すぐり
古居 すぐり（ふるい すぐり）は、日本の漫画家。

## 来歴
2009年、一迅社刊行の4コマ漫画雑誌『まんがぱれっとLite』にて初のオリジナル作品「ふたりずむ」の連載を開始。
2010年12月、「ふたりずむ」連載終了。

## 作品
- ふたりずむ（まんがぱれっとLite連載/全1巻完結）